# Tennis aux Jeux africains de 2019
Navigation
2015 2023
Les compétitions de tennis aux Jeux africains de 2019 ont lieu du 23 au 31 août 2019 à Rabat, au Maroc.  
Le tournoi sert d'épreuve de qualification en simple pour les Jeux olympiques 2020 à Tokyo.

## Médaillés
| Simple messieurs     | Mohamed Safwat (EGY)                                                     | Karim-Mohamed Maamoun (EGY)                                         | Adam Moundir (MAR)                                                                                         |  |  |  |
| Double messieurs     | Tunisie Aziz Dougaz Skander Mansouri                                     | Maroc Adam Moundir Lamine Ouahab                                    | Égypte Karim-Mohamed Maamoun Sherif Sabry                                                                  |  |  |  |
| Double messieurs     | Tunisie Aziz Dougaz Skander Mansouri                                     | Maroc Adam Moundir Lamine Ouahab                                    | Égypte Akram El Sallaly Mohamed Safwat                                                                     |  |  |  |
|                      |                                                                          |                                                                     | |  |  |  |
| Simple dames         | Mayar Sherif (EGY)                                                       | Chanel Simmonds (RSA)                                               | Sandra Samir (EGY)                                                                                         |  |  |  |
| Double dames         | Égypte Rana Sherif Ahmed Mayar Sherif                                    | Égypte Lamis Alhussein Abdel Aziz Sandra Samir                      | Nigeria Adesuwa Osabuohien Barakat Quadre                                                                  |  |  |  |
| Double dames         | Égypte Rana Sherif Ahmed Mayar Sherif                                    | Égypte Lamis Alhussein Abdel Aziz Sandra Samir                      | Maroc Sara Akid Rania Azziz                                                                                |  |  |  |
|                      |                                                                          |                                                                     | |  |  |  |
| Par équipe messieurs | Maroc Anas Fattar Yassir Kilani Adam Ralph Khalifa Moundir Lamine Ouahab | Égypte Akram Elsallaly Sherif Hussein Mohamed Mahmoud Karim Mostafa | Tunisie Mohamed Aziz Dougaz Skander Mansouri                                                               |  |  |  |
| Par équipe dames     | Égypte Maiar Abdelaziz Sandra Abdelsalam Rana Ahmed Lamis Salama         | Maroc Sara Akid Rita Atik Rania Azziz Salma Ziouti                  | Nigeria Aanu Enita Mercy Aiyegbusi Blessing Samuel Audu Adesuwa Deandra Osabuohien Barakat Oyinlomo Quadre |  |  |  |

## Tableau des médailles
| Rang  | Nation         | Or | Argent | Bronze | Total |
| ----- | -------------- | -- | ------ | ------ | ----- |
| 1     | Égypte         | 4  | 3      | 3      | 10    |
| 2     | Maroc          | 1  | 2      | 2      | 5     |
| 3     | Tunisie        | 1  | 0      | 1      | 2     |
| 4     | Afrique du Sud | 0  | 1      | 0      | 1     |
| 5     | Nigeria        | 0  | 0      | 2      | 2     |
| Total | Total          | 6  | 6      | 8      | 20    |